# گذار جنگل

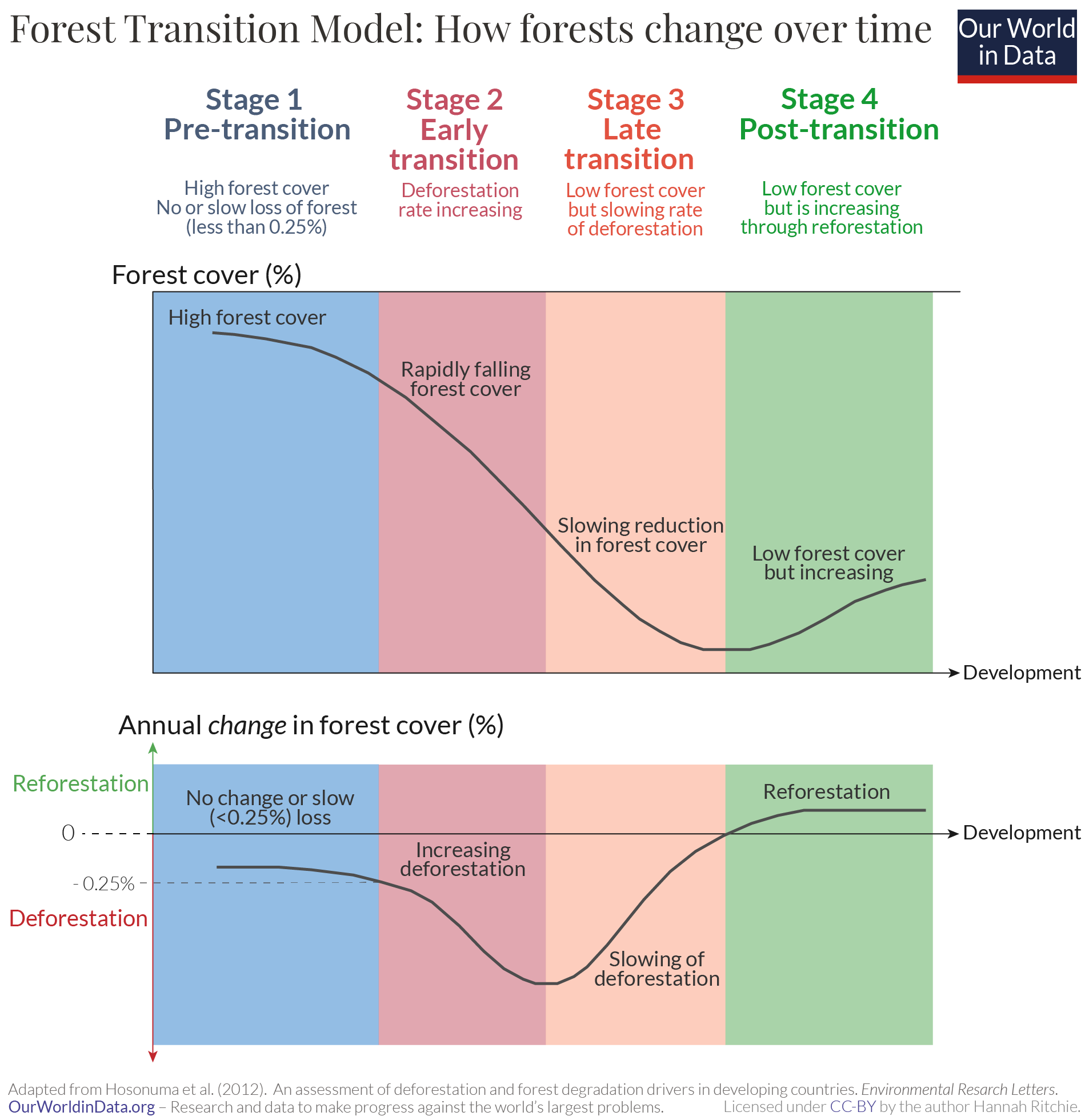

گذار جنگل به یک نظریه جغرافیایی اشاره دارد که معکوس شدن یا چرخش در روندهای کاربری زمین را برای یک قلمرو معین از دوره کاهش خالص مساحت جنگل (یعنی جنگل‌زدایی) به دوره افزایش خالص مساحت جنگل توصیف می‌کند. اصطلاح «تغییر چشم‌انداز» همچنین برای نشان دادن بازیابی کلی‌تر مناطق طبیعی که مستقل از نوع زیست‌بوم است، استفاده شده است.
تغییرات در مساحت جنگل (مانند جنگل‌زدایی) ممکن است از الگویی که توسط نظریه گذار جنگل پیشنهاد شده است، پیروی کند  که در آن در مراحل اولیه توسعه، یک کشور با پوشش جنگلی بالا و نرخ جنگل‌زدایی پایین را مشخص می‌شود.
سپس نرخ جنگل‌زدایی افزایش می‌یابد (پوشش جنگلی بالا - نرخ جنگل‌زدایی بالا) و پوشش جنگلی کاهش می‌یابد، پوشش جنگلی کم - نرخ جنگل‌زدایی بالا)، قبل از اینکه نرخ جنگل‌زدایی کاهش یابد، پوشش جنگلی کم - نرخ جنگل‌زدایی پایین)، و پس از آن پوشش جنگلی تثبیت می‌شود و در نهایت شروع به بازیابی می‌کند. یک «قانون طبیعت» نیست و این الگو تحت تأثیر زمینه ملی (برای مثال، تراکم جمعیت انسانی، مرحله توسعه، ساختار اقتصاد)، نیروهای اقتصادی جهانی و سیاست‌های دولت قرار می‌گیرد. یک کشور ممکن است قبل از تثبیت به سطوح بسیار پایینی از پوشش جنگلی برسد، یا ممکن است از طریق سیاست‌های خوب بتواند گذار جنگلی را «پل» بزند.

## نظریه
یک روند گسترده را نشان می‌دهد و بنابراین برون‌یابی نرخ‌های تاریخی، جنگل‌زدایی آینده را برای کشورهایی که در مراحل اولیه گذار هستند، کمتر از حد واقعی تخمین می‌زند، در حالی که جنگل‌زدایی را برای کشورهایی که در مراحل بعدی هستند، بیشتر از حد واقعی تخمین می‌زند.
می‌توان انتظار داشت کشورهایی که پوشش جنگلی بالایی دارند، در مراحل اولیهٔ باشند. تولید ناخالص داخلی سرانه، مرحله‌ای از توسعه اقتصادی یک کشور را نشان می‌دهد که با الگوی استفاده از منابع طبیعی، از جمله جنگل‌ها، مرتبط است. انتخاب پوشش جنگلی و سرانه تولید ناخالص داخلی نیز به خوبی با دو سناریوی کلیدی در فایننشال تایمز مطابقت دارد:
(۱) مسیر کمبود جنگل، که در آن کمبود جنگل باعث ایجاد نیروهایی (مثلاً افزایش قیمت محصولات جنگلی) می‌شود که منجر به تثبیت پوشش جنگلی می‌گردد؛ و
(۲) یک مسیر توسعه اقتصادی، که در آن فرصت‌های شغلی جدید و بهتر در خارج از مزرعه مرتبط با رشد اقتصادی (افزایش تولید ناخالص داخلی سرانه) سودآوری کشاورزی مرزی را کاهش داده و جنگل‌زدایی را کند می‌کند.

## علل
بازیابی جنگل که منجر به افزایش خالص وسعت جنگل می‌شود، می‌تواند از طریق بازسازی خودبه‌خودی، کاشت فعال یا هر دو رخ دهد. 
دو مسیر اصلی در احیای جنگل وجود دارد، یکی از توسعه اقتصادی و دیگری از کمبود جنگل ناشی می‌شود.  دلایل زیادی برای گذار وجود دارد، که مهم‌ترین آنها توسعه اقتصادی است که منجر به صنعتی شدن و شهرنشینی می‌شود و نیروی کار را از روستاها به شهرها می‌کشد. برای مثال، در پورتوریکو، سیاست‌های صنعتی که به تولید یارانه می‌دادند، منجر به گذار به سمت تولید و مشاغل خدماتی در بخش شهری شد که منجر به رها کردن زمین و رشد مجدد جنگل‌ها گردید.  علاوه بر این، تغییرات در فناوری کشاورزی، مناطق پربارتر را از نظر کشاورزی پربارتر می‌کند و تولید کشاورزی را در آن مناطق متمرکز می‌کند. توزیع مجدد منابع نیروی کار از مناطقی با باروری پایین به مناطقی با باروری بیشتر، رشد مجدد جمعیت را در مناطقی که با کاهش جمعیت مواجه هستند، افزایش می‌دهد. 
تقاضا برای محصولات جنگلی، به ویژه چوب، که ناشی از جنگل‌زدایی‌های قبلی است، همچنین انگیزه‌های بازار را برای کاشت درختان و مدیریت مؤثرتر منابع جنگلی ایجاد می‌کند. به دلیل تشدید جنگلداری، بهره‌وری بالاتر جنگل، جنگل‌های باقی‌مانده را از فشارهای بهره‌برداری نجات می‌دهد.  علاوه بر این، واکنش‌های فرهنگی به از بین رفتن مناطق جنگلی منجر به مداخله دولت برای اجرای سیاست‌های ترویج جنگل‌کاری می‌شود.
تحلیل منحنی کوزنتس از این مسئله، که در آن درآمد منجر به رشد مجدد جنگل می‌شود، به دلیل تعامل پیچیده درآمد با بسیاری از متغیرهای اجتماعی-اقتصادی (مانند دموکراتیزاسیون، جهانی شدن و غیره) نتایج متناقضی دارد  عواملی که باعث جنگل‌زدایی می‌شوند، گذار جنگل را نیز کنترل می‌کنند و باعث ترویج شهرنشینی، توسعه، تغییر قیمت‌های نسبی کشاورزی و شهری، تراکم جمعیت، تقاضا برای محصولات جنگلی، سیستم‌های مالکیت زمین و تجارت می‌شوند. گذارها شامل ترکیبی از بازخوردهای اجتماعی-اقتصادی ناشی از زوال و توسعه جنگل‌ها هستند. 

## گذار جهانی جنگل‌ها
مطالعات مربوط به گذار جنگل‌ها برای چندین کشور و همچنین مناطق فرعی ملی انجام شده است.  مناطقی که گزارش شده است پس از شروع صنعتی شدن، گذار به جنگل را تجربه کرده‌اند عبارتند از بنگلادش، چین، کاستاریکا، کوبا، دانمارک، کانادا، جمهوری دومینیکن، ، فرانسه، یونان، گامبیا، مجارستان ، ایرلند، ایتالیا، ژاپن، مراکش، نروژ، نیوزیلند ، پرتغال، پورتوریکو، رواندا، اسکاتلند، کره جنوبی، اسپانیا، سوئیس، ایالات متحده، بریتانیا، و ویتنام. علاوه بر این، دینامیک گذار جنگل برای مناطقی در برزیل، اکوادور، و مکزیک مستند شده است.
اثرات زیست‌محیطی این گذارهای جنگلی بسیار متغیر است و به این بستگی دارد که آیا جنگل‌زدایی در جنگل‌های قدیمی ادامه می‌یابد یا خیر، نسبت‌ها و انواع کاشت درختان در مقابل بازسازی طبیعی جنگل‌ها چقدر است، و موقعیت و پیکربندی فضایی انواع مختلف جنگل‌ها چگونه است.  در جنوب برزیل، احیای جنگل عمدتاً از طریق کاشت درختان، کاشت مجدد درختان و افزایش پوشش جنگلی رخ داده است. و در هندوراس، گذار به کشت قهوه منجر به ترک مناطق پست شد، زیرا کشاورزان قهوه به مناطق مرتفع و کوهستانی نقل مکان کردند. 
یافته‌های مربوط به جنگل‌های در حال بازگشت در این مطالعات گسترده، پرسش‌هایی را در مورد چشم‌انداز گذار جهانی به جنگل‌ها، به‌ویژه با توجه به فرآیندهای مداوم از بین رفتن جنگل‌ها در بسیاری از نقاط جهان، مطرح می‌کند. پیش‌بینی‌های خوش‌بینانه حاکی از بازگشت حدود ۷۰ میلیون هکتار جنگل تا سال ۲۰۵۰ است.  با این حال، نگرانی‌های قابل توجهی وجود دارد که این اشتیاق را کاهش می‌دهد، از جمله مسائل مربوط به حکومت محلی و کمبود ساختاری زمین‌های حاصلخیز با افزایش جمعیت انسانی . تا جایی که افزایش قابل توجه بهره‌وری کشاورزی در کشورهای در حال توسعه امکان‌پذیر باشد، ذخایر زمینی که در حال حاضر کمتر از حد استفاده شده‌اند، ممکن است نیازی به بهره‌برداری نداشته باشند. 
یک مطالعه در مورد نظریه گذار جنگل گزارش داد که طی ۶۰ سال (۱۹۶۰–۲۰۱۹)، "مساحت جنگل‌های جهان ۸۱٫۷ میلیون هکتار کاهش یافته است " و نتیجه گرفت که کشورهای با درآمد بالاتر باید واردات محصولات مرتبط با جنگل‌های گرمسیری را کاهش داده و به توسعه اقتصادی-اجتماعی و سیاست‌های بین‌المللی مرتبط با جنگل که از نظر تئوری مطرح هستند، کمک کنند.

## کتابشناسی
- میفروید، پاتریک؛ لامبین، اریک ایف. (۲۱ نوامبر ۲۰۱۱) «تغییر جهانی جنگل: چشم‌انداز پایان جنگل زدایی» بررسی سالانه محیط زیست و منابع ۳6 (1): ۳۴۳–۳۷۱. دو:10.1146/annurev-environ-090710-143732 لینک دسترسی رایگان"Global Forest Transition: Prospects for an End to Deforestation". Annual Review of Environment and Resources. 36 (1): 343–371. 21 November 2011. doi:10.1146/annurev-environ-090710-143732.